# Gouvernement Schwarzmeer

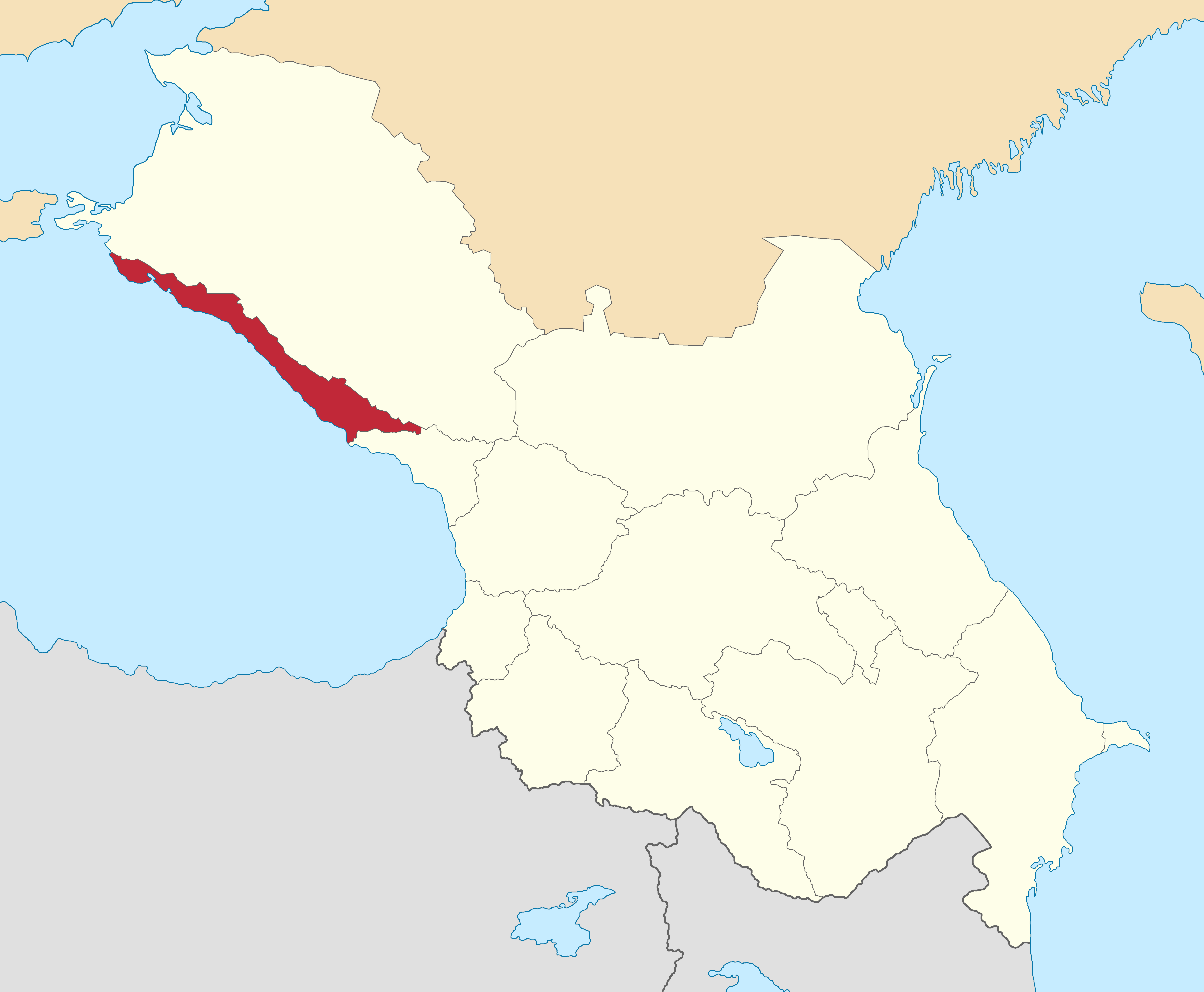
Lage des Gouvernements Schwarzmeer innerhalb des Generalgouvernements Kaukasus

Wappen des Gouvernements

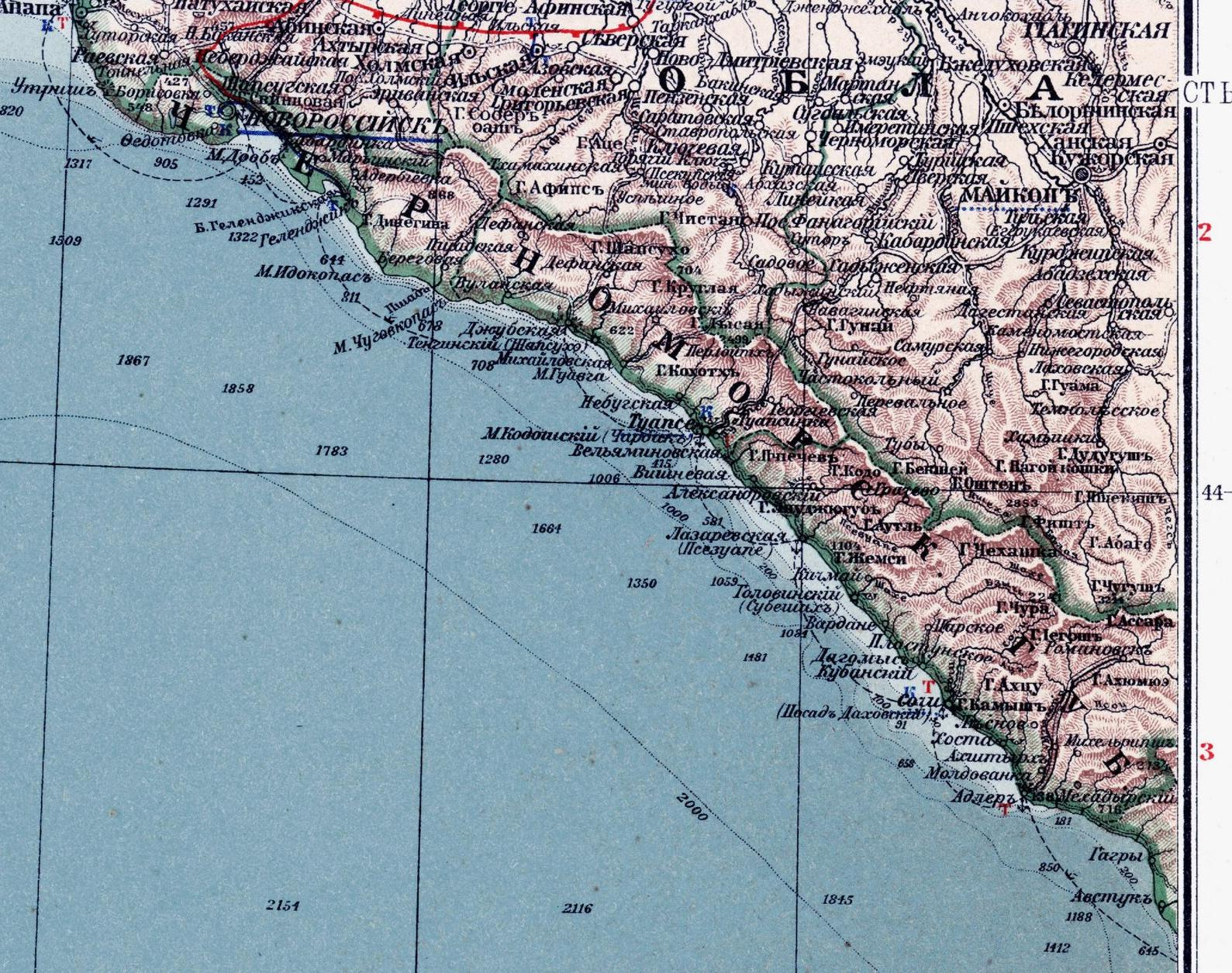
Karte des Gouvernements (auf Russisch)

Das Gouvernement Schwarzmeer (russisch Черномо́рская губе́рния Tschernomorskaja gubernija) war eine Verwaltungseinheit des Russischen Kaiserreiches und der Russischen SFSR von 1896 bis 1920. Es gehörte zum Generalgouvernement Kaukasus und nahm einen Küstenstreifen am Schwarzen Meer ein.

## Geschichte
Das Gouvernement wurde am 23. Maijul. / 4. Juni 1896greg. aus dem bisherigen Territorium des Okrug Schwarzmeer der Oblast Kuban gebildet. Die Hauptstadt war Noworossijsk.
Das Gouvernement grenzte an die Oblast Kuban und im Südosten an das Gouvernement Kutais. Es wurde mit Gründung in drei Okruge untergliedert:
- Okrug Noworossijsk (Verwaltungszentrum: Noworossijsk)
- Okrug Tuapse (Verwaltungszentrum: Tuapse)
- Okrug Sotschi (Verwaltungszentrum: Sotschi)

Bei der ersten russischen Volkszählung von 1897 wurde eine Bevölkerungszahl von 57.478 auf einer Fläche von 6.455 Quadratwerst (7.346 km²) ermittelt. Die Bevölkerungsdichte des vorwiegend gebirgigen Gebiets war mit etwa 8 Einwohnern/km² auch nach russischen Begriffen relativ gering. Es war sowohl nach Einwohnerzahl als auch nach Fläche das kleinste der russischen Gouvernements.
Von den 1897 ermittelten 57.478 Einwohnern waren 24.635 Russen, daneben gab es kleinere Gruppen (ab einem Bevölkerungsanteil von 2 %) von Ukrainern, Armeniern, Griechen, Tscherkessen und Tschechen.
Innerhalb der folgenden 20 Jahre stieg die Einwohnerzahl auf etwa das 3,5-Fache und überstieg 1917 200.000.
Im Zuge des Bürgerkriegs wurde das Gouvernement faktisch im März 1918 infolge der Bildung der Schwarzmeer-Sowjetrepublik (diese ging in Folge in der Kuban-Schwarzmeer-Sowjetrepublik und dann der Nordkaukasischen Sowjetrepublik auf, die bis Januar 1919 existierte) und formal endgültig am 7. Dezember 1920 aufgelöst, als sein Territorium der neuen Kuban-Schwarzmeer-Oblast der RSFSR zugeschlagen wurde. Dabei wurde das Gebiet des früheren Gouvernements innerhalb der Oblast erneut als Okrug Schwarzmeer (wie bis 1896) ausgewiesen, der bis zu seiner endgültigen Auflösung am 30. Juli 1930 noch mehrere administrative Umgestaltungen überlebte.